# Поромбка (Лімановський повіт)
Поромбка (пол. Porąbka) — село в Польщі, у гміні Добра Лімановського повіту Малопольського воєводства.
Населення — 552 особи (2011).
У 1975-1998 роках село належало до Новосондецького воєводства.

## Демографія
Демографічна структура станом на 31 березня 2011 року:
|          | Загалом | Допрацездатний вік | Працездатний вік | Постпрацездатний вік |
| -------- | ------- | ------------------ | ---------------- | -------------------- |
| Чоловіки | 264     | 60                 | 176              | 28                   |
| Жінки    | 288     | 76                 | 157              | 55                   |
| Разом    | 552     | 136                | 333              | 83                   |